# Mouriri colombiana
Mouriri colombiana är en tvåhjärtbladig växtart som beskrevs av Thomas Morley. Mouriri colombiana ingår i släktet Mouriri och familjen Melastomataceae.
Artens utbredningsområde är Colombia. Inga underarter finns listade i Catalogue of Life.